# Álex Berenguer
Alejandro „Álex“ Berenguer Remiro (* 4. Juli 1995 in Barañain) ist ein spanischer Fußballspieler, der hauptsächlich als Flügelspieler eingesetzt wird.

## Karriere

### CA Osasuna
Berenguer spielte bis zum Jahr 2014 in der Jugendabteilung des CA Osasuna. Danach verpflichtete ihn die zweite Mannschaft. Schon nach einem Jahr dort wurde er in den Kader der ersten Mannschaft geholt, die zu diesem Zeitpunkt noch in der Segunda División, der spanischen zweiten Liga, spielten. Sein Debüt für die Spanier machte Berenguer am 10. Januar 2015 gegen Recreativo Huelva (1:1), als er in der 76. Minute für Miguel Olavide eingewechselt wurde. In dieser Saison brachte er es auf 13 Einsätze ohne Torerfolg. In der darauf folgenden Saison wurde Berenguer zum Stammspieler und machte 38 von 42 möglichen Ligaspielen. Nach der Saison kam er außerdem zu einem Einsatz in den Aufstiegsplayoffs, wo sich der CA Osasuna gegen Gimnàstic de Tarragona und den FC Girona durchsetzte und somit in die Primera División aufstieg. In der darauf folgenden LaLiga-Saison machte Berenguer wieder einen Großteil der möglichen Ligaspiele. Außerdem schoss er sein erstes Primera División-Tor. Es war am 5. April 2017 beim 1:0-Auswärtssieg gegen Deportivo Alavés, wo er in der 88. Minute den Siegtreffer erzielte.

### FC Turin
Am Ende der Saison stieg Osasuna jedoch wieder ab. Berenguer hingegen wechselte 2017 zum FC Turin. In der ersten Serie-A-Saison für ihn kam Berenguer auf 22 Einsätze und ein Tor. Sein Debüt gab er am 20. August 2017, am ersten Spieltag gegen den FC Bologna. Am 16. Spieltag schoss er sein erstes Tor für Torino gegen Lazio Rom zum zwischenzeitlichen 1:0 (Endstand 3:1). In der Saison 2018/19 wurde Berenguer endgültig zum Stammspieler. Er machte zwei Tore in 31 Partien. Am Ende der Saison stand der FC Turin auf Platz 7 der Liga und spielte somit nächste Saison in der Qualifikation zur Europa League. In der Saison 2019/20 spielte Berenguer in fünf von sechs Qualifikationsspielen. Der FC Turin schied in der 3. Runde aus. In der gleichzeitigen Serie A-Saison war Berenguer immer noch gesetzt und machte bis zur Corona-Krise ganze fünf Tore in 17 Spielen.

### Athletic Bilbao
Am 2. Oktober 2020 wechselte Berenguer für 10.500.000 € zum spanischen Erstligisten Athletic Bilbao. Sein Debüt gab er nur zwei Tage später bei der 1:0-Auswärtsniederlage gegen Deportivo Alavés, als er in der 78. Minute für Unai López eingewechselt wurde. Im Spiel darauf schoss er gegen UD Levante direkt sein erstes Tor für die Mannschaft. Auch danach schoss er öfters Tore und schaffte sogar den ersten Doppelpack seiner Profikarriere. Im Januar 2021 gewann er mit seinem Team die Supercopa de España, wurde jedoch in Halbfinale und Finale nur eingewechselt. Im Pokal sicherte er seinem Team den Einzug ins Finale, da er im Halbfinal-Rückspiel gegen UD Levante den entscheidenden 2:1-Siegtreffer in der Verlängerung erzielte. Im Finale der Copa del Rey 2020/21 spielte er von Beginn an, verlor mit seinem Team jedoch mit 4:0 gegen den FC Barcelona. In der gesamten Saison 2020/21 spielte er für Bilbao 35 Mal, wobei er acht Tore schießen und fünf Treffer vorlegen konnte. Auch in der Primera División 2021/22 war er Stammkraft auf dem Flügel und traf in seinen 40 Saisoneinsätzen viermal und bereitete drei Tore vor.

## Erfolge
Athletic Bilbao
- Supercopa de España 2020
- Spanischer Pokalsieger: 2024
- Spanischer Vize-Pokalsieger: 2021